# Leuna
Leuna je město v německém okrese Sála, ve spolkové zemi Sasko-Anhaltsko, ve východní části Německa.

## Průmysl

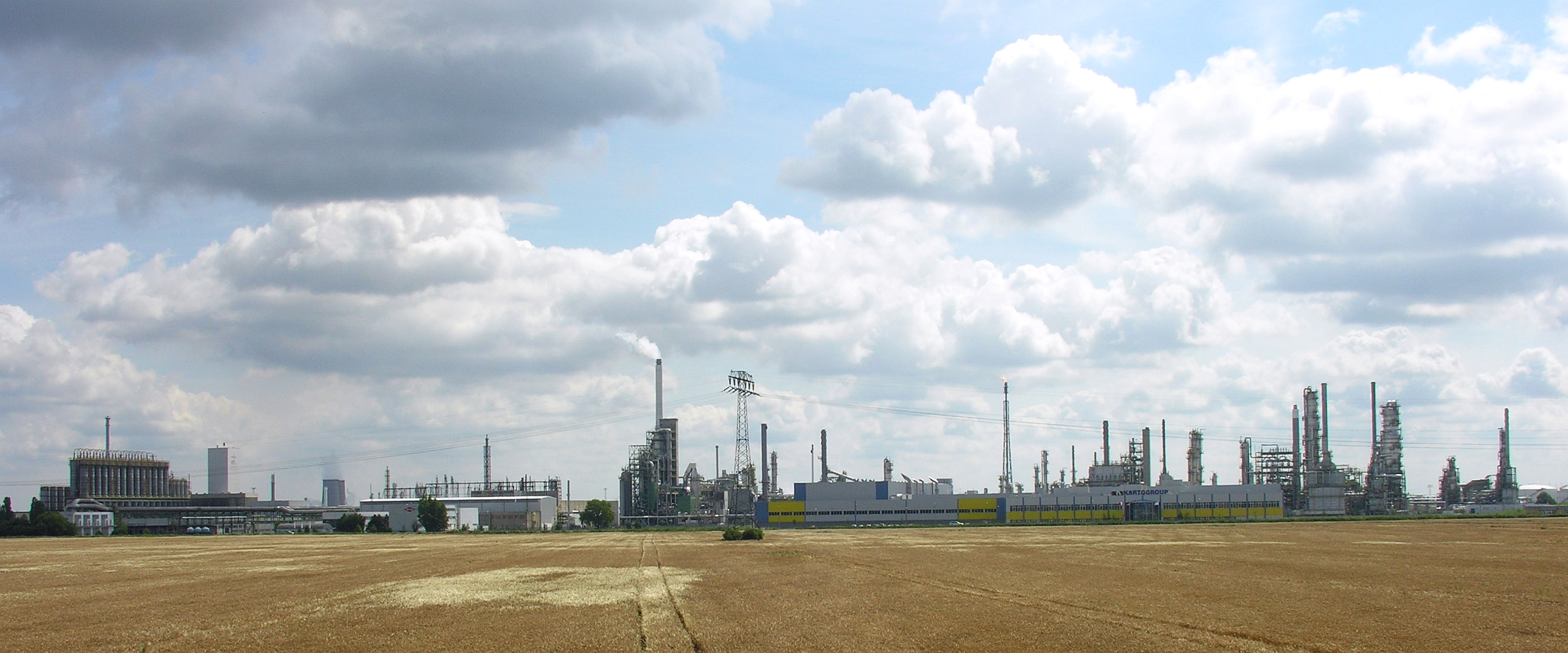
Průmyslová zóna Infraleuna v Leuně: „Total Raffinerie“, někdejší „Leunawerke Sachsen-Anhalt“ (rok 2009)

Město Leuna je jedním ze středisek chemického průmyslu v Německu. V roce 1960 měla Leuna přibližně 10 000 obyvatel, avšak nedobré životní podmínky, zejména znečištění ovzduší v důsledku blízkého průmyslu, zapříčinily odchod významné části obyvatelstva.
Továrna v Leuně poblíž Merseburgu je jednou z největších v oboru těžkého chemického průmyslu v Německu. Vyrábí se zde široká škála výrobků, zejména na bázi vodíku nebo vodíku a oxidu uhelnatého. Těžiště produkce spočívá ve výrobě amoniaku, syntetických paliv derivací a hydrogenací uhlí a syntetické alkoholy na bázi vodíku a oxidu uhelnatého.